# Saprosma fruticosum
Saprosma fruticosum är en måreväxtart som beskrevs av Carl Ludwig von Blume. Saprosma fruticosum ingår i släktet Saprosma och familjen måreväxter.
Artens utbredningsområde är Java. Inga underarter finns listade i Catalogue of Life.